# Leptopentacta punctabipedia
Leptopentacta punctabipedia is een zeekomkommer uit de familie Cucumariidae.
De wetenschappelijke naam van de soort werd in 1961 gepubliceerd door Gustave Cherbonnier.